# Ko mne, Muchtar!
Ko mne, Muchtar! (Ко мне, Мухтар!) è un film del 1964 diretto da Semёn Isaevič Tumanov, tratto dal romanzo Muchtar di Izrail Metter, che ne è anche lo sceneggiatore.

## Trama
Un pastore dell'Europa orientale viene trovato abbandonato in un vagone ferroviario e poi soprannominato Mukhtar. A trovarlo è il sottotenente di polizia Nikolay Glazychev, in forze alla stazione ferroviaria dove si trova il vagone, il quale libera il cane e lo porta al canile. In seguito viene trovata la donna che aveva abbandonato il cane ma rifiuta di riprenderselo e lo vende alla polizia per 100 rubli. Mukhtar viene assegnato a Glazychev che addestra il cane a diventare un cane poliziotto. Mukhtar si abitua gradualmente alla sua guida, anche se con alcuni problemi, fino a completare l'addestramento.
Il cane, entrato in servizio, viene impiegato prevalentemente in piccoli casi che però divengono numerosi fino a raggiungere la ragguardevole cifra di 3 milioni di rubli sovietici pre-riforma recuperati. Quando l'ex proprietaria con suo marito, che era ammiraglio, va al canile della polizia per vedere il cane, questi si precipita su di lei. Aveva sviluppato un riflesso condizionato: "Solo la guida ha il diritto di chiamarlo per nome".
In inverno, Mukhtar è sulle tracce di un recidivo, Frolov, che ha ucciso la guardia di un kolkhoz, e le cui tracce sono coperte da una intensa tempesta di neve. Durante la detenzione Frolov, armato di pistola, colpisce Mukhtar con due proiettili ma il cane, con le ultime forze, azzanna la gola del criminale. Mukhtar sopravvive ma, nonostante tutti gli sforzi di Glazychev, non viene più considerato in grado di lavorare e viene congedato. Glazychev risale la catena di comando e, alla fine, incontra il commissario della polizia, che ha portato all'arresto di Frolov e ricorda il contributo del Mukhtar nell'operazione. Così Glazychev ottiene il permesso di tenere Mukhtar al canile della polizia con un'indennità di stato.